# Karl Friedrich von Zehmen

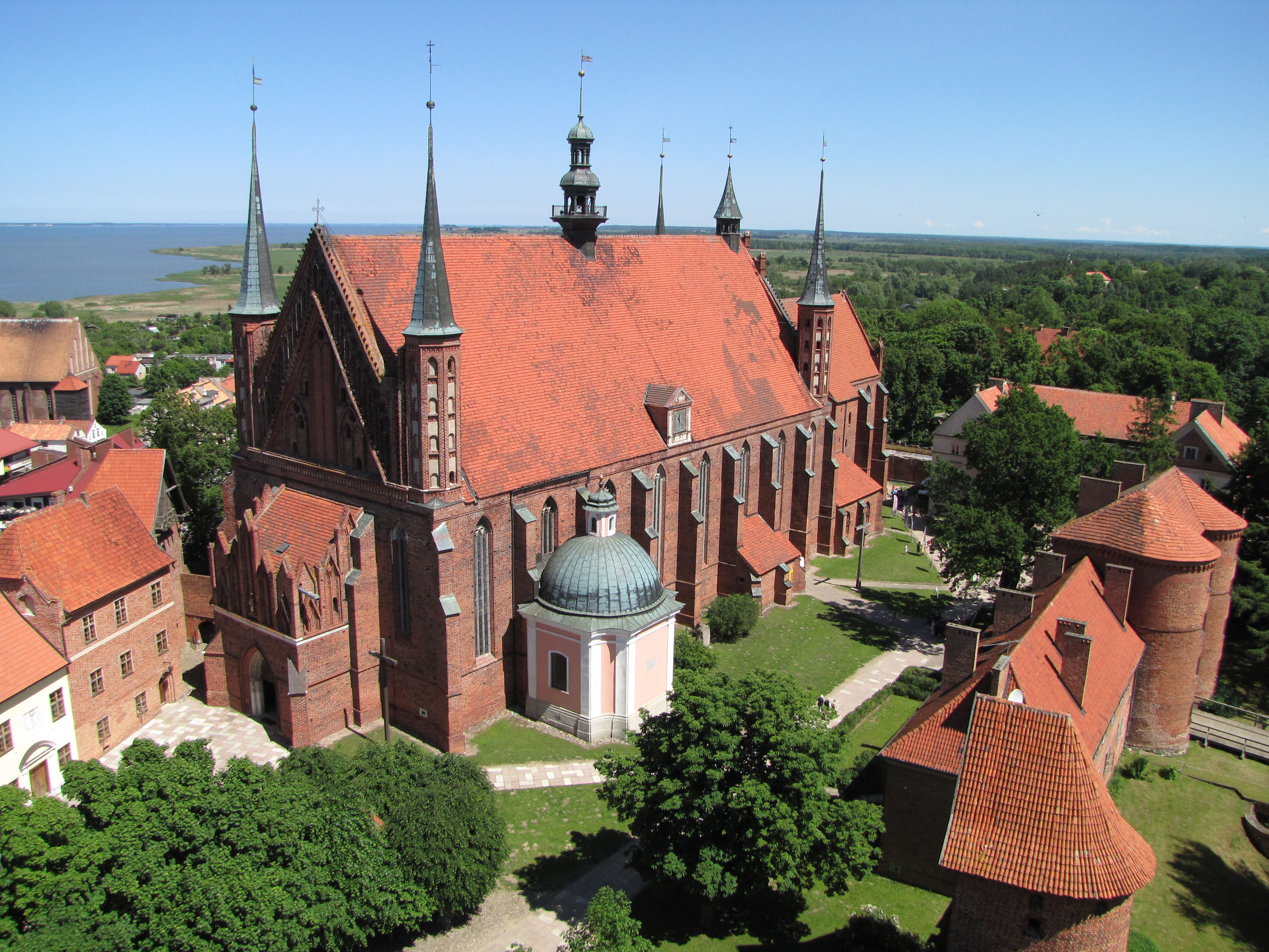
Frauenburger Dom

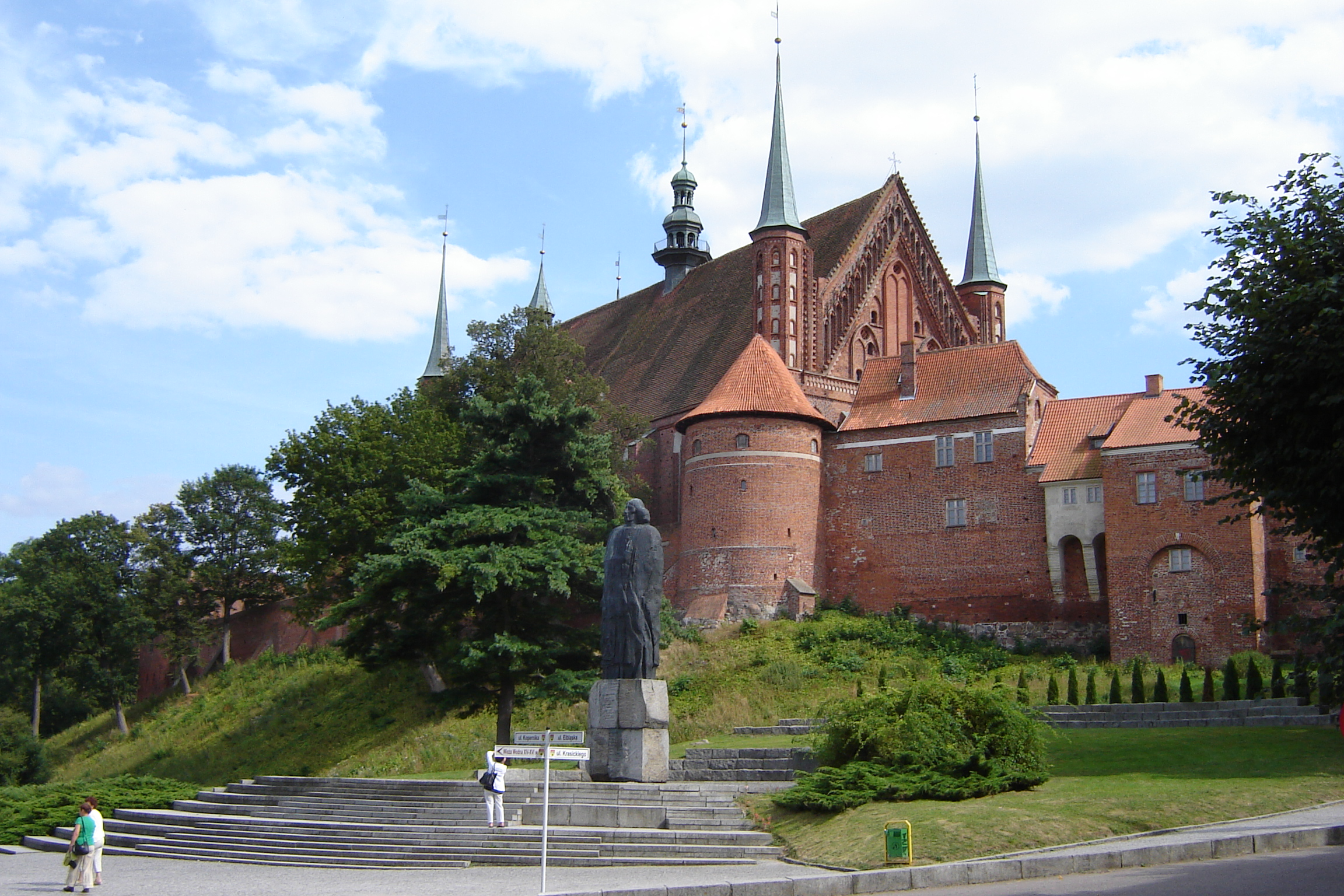
Kathedralhügel mit Kopernikusdenkmal

Fürstbistum Ermland mit Kammerämtern

Friedrich Carl Ernst Freiherr von Zehmen (* 3. April 1720 in Aurach; † 13. Dezember 1798 in Ostpreußen) war ein deutscher Weihbischof, Dompropst, Generalvikar und General-Offizial.

## Familie
Von Zehmen entstammte dem alten meißnisch-sächsischen Adelsgeschlecht von Zehmen. Sein Vater Johann Friedrich trat am 15. Januar 1706 zur römisch-katholischen Kirche über und war als Geheimer Rat im Dienst des Fürstbischofs von Eichstätt, seine Mutter war Sophie Charlotte Marie Freiin Knebel von Katzenellenbogen. Zu seinen Geschwistern zählten unter anderem Johann Anton Ernst, Fürstbischof von Eichstätt, Philipp Ernst, Fürstl. Eichst. Geheimer Rat, und Adolf Karl Alexander Lothar, Geheimer Rat des Kurfürsten von Sachsen, Reichskammergerichts-Präsident zu Wetzlar und Kammerherr/Hofrat des Bischofs von Würzburg.

## Laufbahn
Er besuchte das Collegium Germanicum zu Rom und wurde am 31. August 1747 Domherr zu Frauenburg. Im Jahr 1764 wurde er zum Titularbischof von Lete ernannt und zum Weihbischof im Bistum Ermland bestellt. Am 3. August 1765 wurde er Dompropst und erlebte als solcher im Jahr 1772 die Wegnahme des Fürstbistum Ermland durch Preußen. Im Jahr 1776 erhielt er die reiche Pfarre Thiergarten und nachdem er wiederholt Bistumsverweser gewesen war, wurde er im Jahr 1795 Generalvikar und ein Jahr später General-Offizial. Im Jahr 1797 erkrankte er so schwer, dass er sein Amt als Weihbischof niederlegen musste und zehn Tage nach Ernennung seines Nachfolgers am 13. Dezember 1798 starb.